# イオンモール津田沼

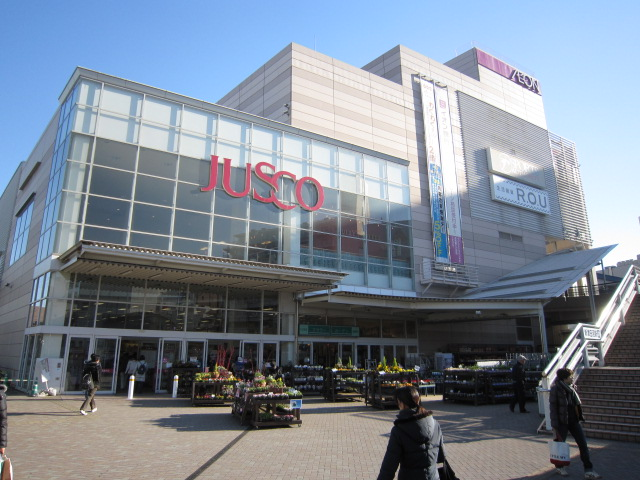
ジャスコ津田沼店時代の外観（2010年12月）

イオンモール津田沼（イオンモールつだぬま）は、千葉県習志野市津田沼一丁目に所在するイオンリテール株式会社のショッピングセンターである。

## 概要
2003年10月4日、新京成電鉄新京成線（現・京成松戸線）新津田沼駅に隣接する日本初の屋内スキー場「スキーイングイン津田沼」の跡地（京成電鉄第二工場跡地）に「イオン津田沼ショッピングセンター（イオンつだぬまショッピングセンター）」の名称で開店した。
2011年11月21日に現行の名称に改称した。2013年11月1日、管理・運営をイオンモール株式会社に移行。2022年2月28日をもって、イオンモール株式会社との管理・運営受託業務が終了。翌3月1日より、管理・運営がイオンリテール株式会社に移管された。
2023年12月現在、開業20周年を迎える冬に向けて全館リニューアル工事中。
2024年10月、イオンは京成電鉄との間で資本業務提携を締結。イオンリテールは同年9月に閉店し、今後京成グループが改修を予定しているイトーヨーカドー津田沼店の跡地と共に一体的に運営することを明らかにしている。

## 主なテナント
核店舗のイオン（旧・ジャスコ）津田沼店のほか、約80の専門店テナントが出店している。
出店しているテナント全店の一覧・詳細情報は公式サイト「ショップガイド」を、営業時間およびATMを設置する金融機関の詳細は公式サイト「営業時間のご案内」を参照。